# Ropice zastávka (Ropica przystanek)
Ropice zastávka (Ropica przystanek) – przystanek kolejowy w Ropicy, w kraju morawsko-śląskim, w Czechach.  Znajduje się na wysokości 272 m n.p.m.

## Historia
Przystanek kolejowy został otwarty w 1871 roku gdy doprowadzono do niego kolej Koszycko-Bogumińską. Posiadał pojedynczy peron wybudowany w latach 60. XX wieku, na którym znajdowała się blaszana wiata. W latach 2010–2011 przystanek został zmodernizowany, zostały wybudowane nowe perony, do których prowadzi przejście podziemne z pochylniami dla wózków inwalidzkich. Na peronach umieszczono murowane wiaty przystankowe. Za przystankiem został otwarty nowy most na Olzie. Przystanek posiada dwujęzyczną nazwę, gdyż ponad 10% mieszkańców gminy to przedstawiciele mniejszości polskiej.